# Logia de la Bendición

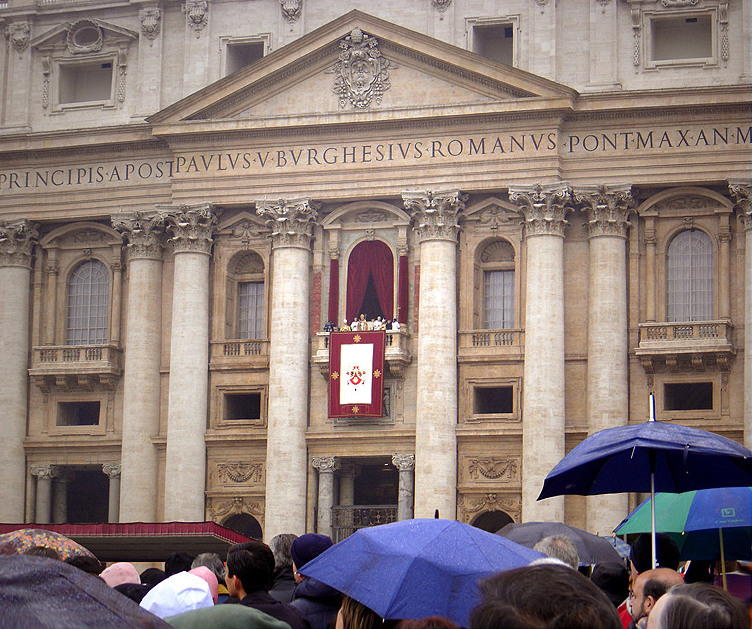
Vista del exterior de la logia durante una bendición papal impartida desde su balcón central por Benedicto XVI.

La Logia de la Bendición (también conocida como Logia o Aula de las Bendiciones) es una sala ceremonial en la basílica de San Pedro del Vaticano, conocida por tener el balcón desde el que el Papa realiza la bendición Urbi et Orbi.

## Historia
En la antigua basílica vaticana, Pío II mandó construir una logia que sirviera para que el Pontífice pudiera impartir bendiciones a grandes multitudes de peregrinos. A principios del siglo XVI se decidió la construcción de una nueva basílica sobre la anterior, desapareciendo así esta logia de las bendiciones.
En el momento de la construcción de la fachada principal del templo a principios del siglo XVII y según mandato de Paulo V, el arquitecto Carlo Maderno proyectó como una sala grande y alargada que serviría como logia de las Bendiciones. El siglo XVII vería distintos intentos de decoración:
- Tras su finalización, Paulo V planeó que la sala fuese decorada por Giovanni Lanfranco con episodios de la vida de San Pedro, aunque finalmente no se llevó a cabo. Este proyecto fue objeto de publicación en 1665.[3]
- Años después, Urbano VIII intentó que fuese decorada por Bernini, aunque tampoco se llegó a concretar.
- Alejandro VII sería quién se encargaría de la decoración en estilo clásico.

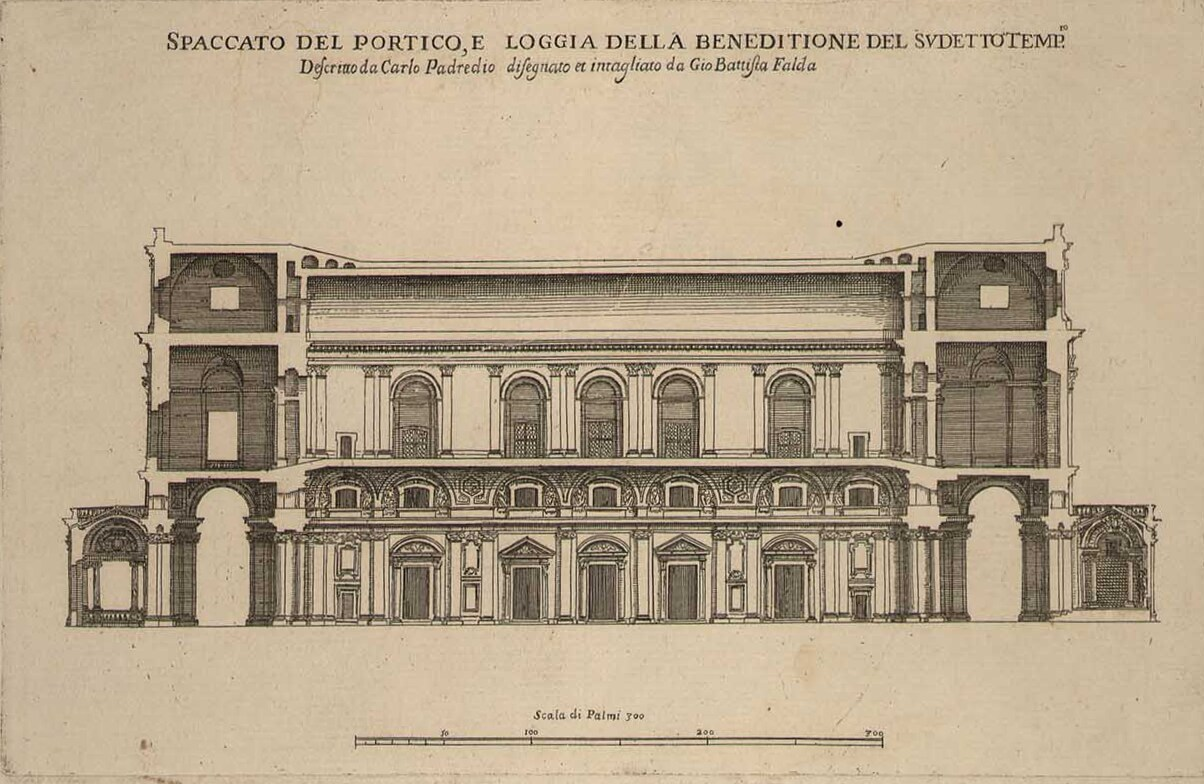
Sección de la logia (piso superior), en un grabado de la obra Pianta della Chiesa di S. Pietro in Vaticano (1673)

A finales del siglo XVIII, Pío VI acabó la decoración mandando que se colocaran doce cartones sobre temas de profetas que se habían pintado en la nave central de la basílica de San Juan de Letrán. 
A principios del siglo XX, se utilizó para ceremonias ordenadas por el pontífice como:
- en el marco del jubileo de 1900, León XIII mandó cantar la composición Oremus Pro Pontifice compuesta por Lorenzo Perosi.[4]

- los funerales de Carlos I de Portugal y su primogénito, Luis Felipe; asesinados en 1908.[5]

En 1922, en la logia se produjo un hecho histórico en las relaciones entre la Santa Sede y el reino de Italia, tras la conquista de Roma por este último en 1870. El recién elegido papa Pío XI se asomó al balcón de la logia para impartir la bendición Urbi er Orbi, hecho que no se producía desde 1870.
Ya a mediados del siglo XX, la logia junto con la salas ducal y regia del Palacio Apostólico servía para acoger a las grandes masas de peregrinos que eran recibidos por el Pontífice, por ejemplo, en la Pascua de 1952.

## Descripción
La logia ocupa el piso principal de la fachada principal de la basílica. La sala tiene unos 115 metros de largo, 12,73 metros de ancho y 22,34 de alto. en su lado sudeste, cuenta con nueve balcones a la plaza de San Pedro, incluyendo el balcón central desde el que se proclama a los Papas y estos imparten la bendición Urbi et Orbi. Además en su pared noroeste tiene cinco ventanas a la nave de la basílica. En sus extremos, la logia se encuentra precedida por sendas antecámaras.
La sala se encuentra presidida, en su extremo sudoeste por una copia de la Transfiguración de Rafael.
En la actualidad la logia es usada para diversos actos presididos por el sumo pontífice.